# اثر کولیج

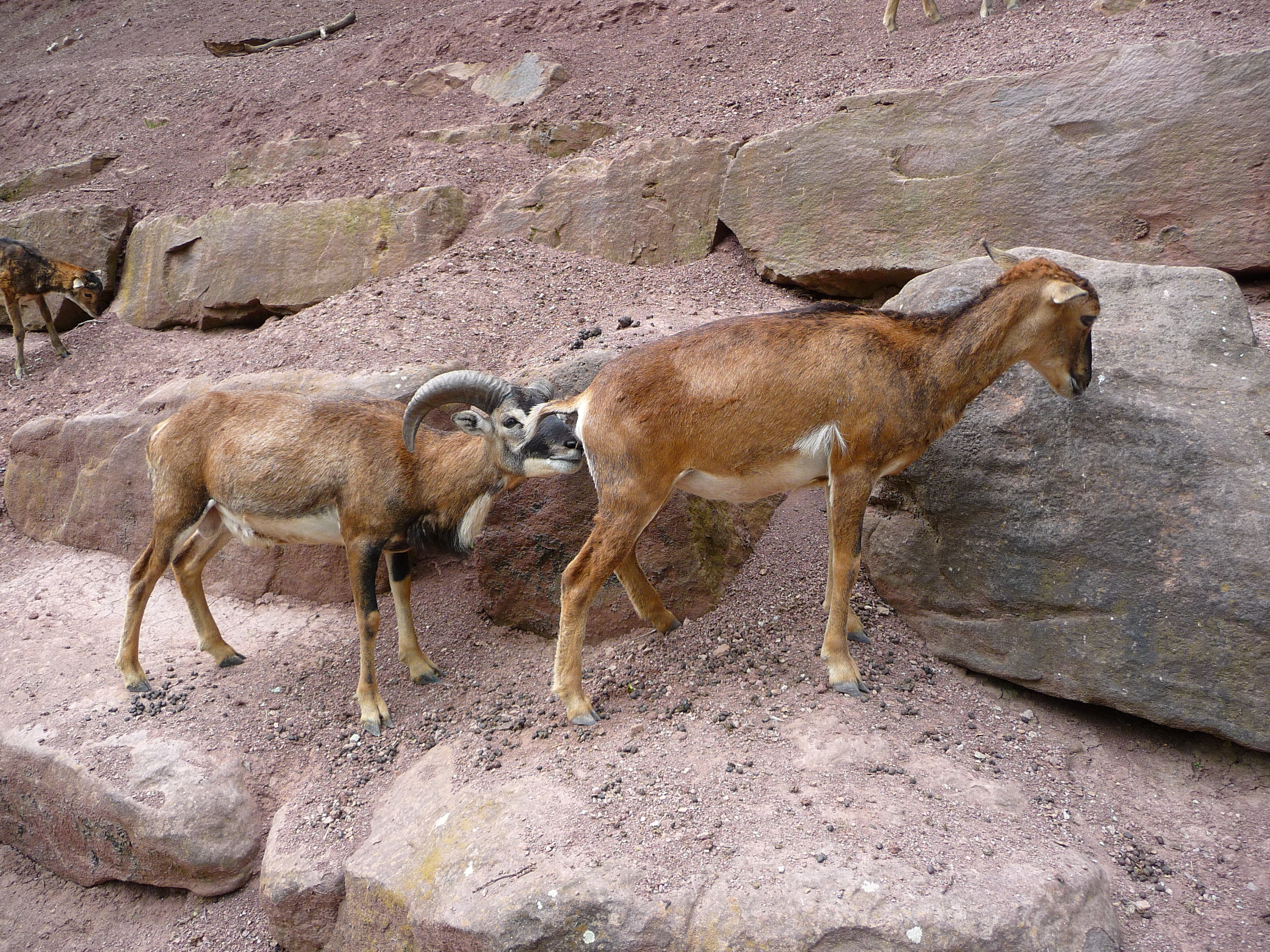
موفلون اروپایی میزان پذیرش یک ماده را در پارک حیات وحش Tripsdrill (بادن-وورتمبرگ، آلمان) بررسی می‌کند.

اثر کولیج (به انگلیسی:Coolidge effect) یک پدیده بیولوژیکی در تمایلات جنسی حیوانات است. 
در زیست‌شناسی و روان‌شناسی، اثر کولیدج به پدیده‌ای گفته می‌شود که در آن، فرد در صورت جفت‌گیری مکرر و بدون تنوع با همان شریک جنسی، دچار نوعی دل‌زدگی و کاهش تمایل می‌شود.به موجب این پدیده، هر زمان که جنس ماده جدیدی در محیط معرفی و پدیدار شود علاقه جنسی دوباره‌ای از سوی حیوان جنس نر (حتی در صورت وجود شرکای جنسی قبلی در دسترس) به حیوان جنس ماده نوظهور نشان داده خواهد شد. به میزان کمتری، این پدیده در بین جنس ماده و با توجه به جفتشان نیز دیده می‌شود.
اثر کولیج را می‌توان به افزایش پاسخگویی جنسی و کوتاه شدن دوره بازیابی جنسی نسبت داد. مزیت تکاملی این پدیده این است که یک نر می‌تواند چندین ماده را بارور کند. برای تلقیح موفقیت‌آمیز چندین ماده، ممکن است نر بارها و بارها از منظر جنسی تقویت شود. این نوع سیستم جفت‌گیری را می‌توان با چندزنی مقایسه کرد که در آن یک نر دارای چندین جفت ماده است، اما هر ماده تنها با یک یا چند نر جفت می‌گیرد. ثابت شده‌است که اثر کولیج در انسان‌ها در فرهنگ‌ها و در هر دو جنس رخ می‌دهد.

## شواهد تجربی
آزمایش‌های اولیه با موش‌ها از پروتکل زیر استفاده می‌کردند: یک موش نر در یک جعبه بزرگ محصور با چهار یا پنج موش ماده در گرما قرار داده شد. او بلافاصله شروع به جفت‌گیری با تمام موش‌های ماده کرد تا اینکه در نهایت از منظر جنسی توان خسته شد. ماده‌ها به تکان دادن و لیسیدن او ادامه دادند، اما او پاسخی نداد. هنگامی که یک ماده جدید وارد این جعبه شد، جنس نر بار دیگر شروع به جفت‌گیری با جنس ماده جدید کرد. این پدیده به موش قهوه‌ای محدود نمی‌شود.
اثر کولیج به افزایش سطح دوپامین و اثر متعاقب آن بر دستگاه لیمبیک حیوان نسبت داده می‌شود. در مطالعه ای که توسط فیورینو و همکاران انجام شد، از موش‌های صحرایی نر برای مطالعه نقش سیستم دوپامین مزولیمبیک بر رفتار جنسی آنها استفاده شد. در آزمایش آنها، میکرودیالیز برای نظارت بر جریان دوپامین از هسته اکومبنس در طول سه مرحله از رفتار جنسی، شامل: جفت‌گیری، سیری و بی‌نیازی جنسی، و شروع مجدد رفتار جنسی استفاده شد. آزمایش رفتاری برای اثر کولیج شامل چندین مرحله از جمله، جفت‌گیری با یک ماده، معرفی مجدد به همان ماده، دسترسی به همان ماده، معرفی یک حیوان ماده جدید، و جفت‌گیری با یک ماده جدید بود. در طی این مراحل، دوپامین و متابولیت‌های آن تحت نظر قرار گرفتند. نتایج این مطالعه نشان داد که به‌طور کلی افزایش قابل توجهی در جریان دوپامین در پاسخ به ماده اول و دوم وجود دارد. در طول جفت‌گیری با اولین ماده، غلظت دوپامین در این موش‌های نر افزایش قابل توجهی را نشان داد، با این حال، زمانی که همان ماده دوباره ارائه شد، افزایش قابل توجهی در دوپامین مشاهده نشد. هنگامی که یک ماده جدید ارائه شد، در ابتدا، افزایش کمی در سطوح دوپامین وجود داشت، اما پس از ادامه جفت‌گیری با ماده جدید، افزایش قابل توجهی در سطوح دوپامین مشاهده شد. از این نتایج، آنها به این نتیجه رسیدند که افزایش جریان دوپامین مزولیمبیک با مراحل برانگیختگی و آمیزشی رفتار جنسی در موش‌های صحرایی نر مرتبط است. داده‌های آنها همچنین نشان می‌دهد که محرک‌های مرتبط با یک ماده جدید ممکن است انتقال دوپامین را در یک موش صحرایی که از نظر جنسی اشباع شده‌است را افزایش دهد و از این رو در شروع مجدد رفتار جنسی نقش دارد.
مطالعات دیگری همچنین شواهد بیشتری برای نقش هسته اکومبنس بر رفتار جنسی در موش‌ها را ارائه کرده‌است. در یک آزمایش، نقش هسته اکومبنس از طریق ثبت فعالیت عصبی تک سلول‌ها در این ناحیه از مغز مشخص شد.

## تخصیص اسپرم
مشاهده شده‌است که در گونه‌های خاصی، نرها به دلیل اثر کولیج، اسپرم را به‌طور متفاوتی تخصیص می‌دهند. تخصیص معمولاً بر اساس سطح رقابت اسپرم، میزان تفاوت و «جدید» بودن ماده و کیفیت تولیدمثلی مادگان است.

## عدم وجود اثر کولیج
اثر کولیج معمولاً در اکثر حیوانات یافت می‌شود. با این حال، در مواردی از گونه‌ها اثر کولیج وجود ندارد.